# الصراع الهندي الباكستاني 2025
الصراع الهندي الباكستاني 2025 كان نزاعًا مسلحًا قصير الأمد بين الهند وباكستان بدأ في 7 مايو 2025 بعد أن شنت الهند ضربات صاروخية على باكستان تحت الاسم الرمزي "عملية سندور". وصرّحت الهند بأن هذه العملية جاءت ردًا على هجوم باهلگام الذي وقع في 22 أبريل ونفذه مسلحون في كشمير الخاضعة للإدارة الهندية وأسفر عن مقتل 26 مدنيًا أغلبهم من السيّاح. وقد أدّى هذا الهجوم إلى تصاعد التوتر بين البلدين حيث اتهمت الهند باكستان بدعم الإرهاب العابر للحدود وهو ما نفته باكستان.
ووفقًا للهند فقد استهدفت ضربات عملية سندور معسكرات وبنى تحتية لجماعتي جيش محمد ولشكر طيبة، دون أن تُستهدف أي منشآت عسكرية باكستانية. بينما ذكرت باكستان أن الضربات الهندية طالت مناطق مدنية، بما في ذلك مساجد، وأسفرت عن مقتل 36 مدنيًا باكستانيًا. وفي أعقاب هذه الضربات وقعت اشتباكات حدودية وهجمات بطائرات مسيرة بين الطرفين.
وفي 10 مايو ردت باكستان بإطلاق عملية مضادة تحت الاسم الرمزي "عملية البنيان المرصوص" استهدفت من خلالها عدة قواعد عسكرية هندية. وردًا على ذلك واصلت الهند عملية سندور ووسعت نطاقها لتشمل منشآت عسكرية باكستانية. وقد شكّل هذا النزاع أول معركة طائرات مسيّرة بين البلدين النوويين.
وبعد ثلاثة أيام من اندلاع النزاع أعلنت كل من الهند وباكستان التوصل إلى اتفاق لوقف إطلاق النار يبدأ سريانه من الساعة 5:00 مساءً بتوقيت الهند الساعة / 4:30 مساءً بتوقيت باكستان (11:30 بالتوقيت العالمي المنسق) في 10 مايو على أن تُجرى محادثات في 12 مايو. وبعد انقضاء المهلة تبادل الطرفان الاتهامات بخرق اتفاق وقف إطلاق النار.

## الخلفية
أشعل نزاع كشمير المستمر منذ عام 1947، حروبًا ومناوشات متعددة بين الهند وباكستان حول المنطقة المتنازع عليها. في 22 أبريل/نيسان 2025، أسفر هجوم إرهابي في بهلكام، الشطر الهندي من كشمير، عن مقتل 26 مدنيًا، وتبنته جبهة المقاومة، وهي فرع من جماعة لشكر طيبة. اتهمت الهند باكستان بدعم الهجوم، مما دفع إلى اتخاذ إجراءات دبلوماسية، بما في ذلك طرد الدبلوماسيين والتهديد بتعليق معاهدة مياه السند. انخرطت الدولتان في مواقف عسكرية، حيث اختبرت باكستان صواريخ باليستية في 3 مايو/أيار 2025 وأجرت الهند تدريبات.

## الهجوم
في 6 مايو 2025، شنت القوات المسلحة الهندية عملية سيندور، مستهدفةً تسعة مواقع في كشمير الخاضعة للإدارة الباكستانية (مظفر أباد وكوتلي) وإقليم البنجاب الباكستاني (بهاولبور ومريدكي). وصفت وزارة الدفاع الهندية الضربات بأنها «مركزة ومدروسة وغير تصعيدية»، مستهدفةً البنية التحتية الإرهابية المرتبطة بجماعتي لشكر طيبة وجيش محمد، دون إصابة أي منشآت عسكرية باكستانية. تسببت الضربات، التي نُفذت دون دخول الطائرات الهندية إلى المجال الجوي الباكستاني، في انفجارات وانقطاع للتيار الكهربائي في مظفر آباد. نشر الجيش الهندي على X، معلنًا «العدالة تتحقق» مع هاشتاغ #PahalgamTerrorAttack.

## التبعات
صرح مسؤولون باكستانيون بمقتل ثلاثة مدنيين وإصابة اثني عشر آخرين في الهجوم، وقُصف مسجدين كان بداخلهما مدنيون، وقُصف موقع عسكري هندي في كشمير. أعلنت باكستان إغلاق المجال الجوي وإلغاء جميع الرحلات الجوية مدة 48 ساعة. ادعت قوات الأمن الباكستانية أنها أسقطت طائرتين مقاتلتين من طراز داسو رافال تابعتين لسلاح الجو الهندي وطائرة هليكوبتر هندية.

## الضربات الباكستانية
زعمت وسائل إعلام هندية أن طائرة باكستانية من طراز JF-17 أُسقطت أثناء محاولتها اختراق المجال الجوي الهندي. تحطمت الطائرة في مدينة بامبور في منطقة بلوامة، الهند.
أفادت صحيفة ذا ويك بسلسلة من حملات التضليل الإعلامي التي بدأت بعد الضربات الهندية، بما في ذلك استهداف القاعدة الجوية الهندية في سريناغار، وتدمير مقر اللواء الهندي، وإسقاط طائرات هندية. وصرح مكتب الإعلام الصحفي الهندي بأنه لم تُسقط أي طائرة هندية، وأن بعض الصور المتداولة على الإنترنت لطائرة ميج-29 المتحطمة هي صور قديمة وغير ذات صلة تعود إلى عام 2024.

## ردود الفعل

### الأطراف
- باكستان: وصف رئيس الوزراء شهباز شريف الضربات بأنها «هجوم جبان» على المدنيين، وهدد الجيش بشن ضربات انتقامية في الوقت والمكان الذي يختاره.[32][33]
- الهند: زعمت الحكومة أن العملية كانت ردًا ضروريًا على الإرهاب، مستشهدة بهجوم باهالجام 2025.[34] ألغى رئيس الوزراء ناريندرا مودي رحلته المخطط لها إلى كرواتيا وهولندا والنرويج في ضوء هذه الإجراءات.[35] حثت أحزاب المعارضة باكستان على تعليق أنشطة الإرهابيين.[36]

### دولي
- الأمم المتحدة: دعا الأمين العام أنطونيو غوتيريش إلى ضبط النفس العسكري وقال إن العالم لا يستطيع تحمل مواجهة عسكرية بين الهند وباكستان.[37]
- الصين: صرّح متحدث باسم وزارة الخارجية الصينية بأن الصين تعتبر العملية العسكرية الهندية التي بدأت في الصباح الباكر مؤسفة. وأعرب المتحدث عن قلقه إزاء الوضع الراهن، وحثّ الجانبين على العمل بما يخدم المصلحة العامة المتمثلة في السلام والاستقرار، والحفاظ على الهدوء، وضبط النفس، والامتناع عن أي إجراءات قد تزيد من تعقيد الوضع.[38][39]
- إسرائيل: صرّح السفير الإسرائيلي لدى الهند، رؤوفين عازار، بأن إسرائيل تدعم حق الهند في الدفاع عن نفسها. وأضاف أن على الإرهابيين أن يعلموا أنه لا مكان للاختباء من جرائمهم الشنيعة ضد الأبرياء.[40]
- قطر: حثت وزارة الخارجية على الدبلوماسية وضبط النفس.[41]
- الولايات المتحدة: أعرب الرئيس دونالد ترامب عن خيبة أمله بشأن الضربات الهندية وقال إنه يأمل أن تنتهي بسرعة كبيرة.[42]
- مصر: قالت مصر أنها تتابع بقلق بالغ التطورات الراهنة بين الهند وباكستان، ودعت الدولتان لممارسة أعلى درجات ضبط النفس وإعلاء لغة الحوار عبر القنوات الدبلوماسية وأكدت على أهمية اللجوء إلى الحلول السلمية بما يحقق تطلعات وآمال الشعبين الصديقين في تحقيق الهدوء والاستقرار.[43]
- الإمارات العربية المتحدة: دعا وزير الخارجية الإماراتي عبد الله بن زايد آل نهيان الهند وباكستان إلى ضبط النفس والتهدئة، وتفادي مزيد من التصعيد الذي قد يهدد السلم الإقليمي والدولي ودعا للسماع للأصوات التي تدعو إلى الحوار والتفاهم يعد أمرا بالغ الأهمية من أجل تجنب التصعيد العسكري وترسيخ الاستقرار في منطقة جنوب آسيا، وتجنيب المنطقة عوامل التوتر.[44]
- اليابان: أصدر وزير الخارجية الياباني تاكيشي إيوايا بيانًا أعلن فيه أن البلاد تشعر بقلق عميق من أن تؤدي سلسلة الأحداث الأخيرة إلى المزيد من الأعمال الانتقامية وتتصاعد إلى صراع عسكري واسع النطاق.[45] وقال وزير مجلس الوزراء الياباني يوشيماسا هاياشي: فيما يتعلق بالعمل الإرهابي الذي وقع في كشمير في 22 أبريل/نيسان، تدين بلادنا بشدة هذه الأعمال الإرهابية. كما نعرب عن قلقنا البالغ من أن يؤدي هذا الوضع إلى مزيد من التصعيد والتصعيد إلى صراع عسكري شامل، ومن أجل السلام والاستقرار في جنوب آسيا، نحثّ بشدة كلاً من الهند وباكستان على ضبط النفس وتحقيق الاستقرار من خلال الحوار.[46]